# 안토니우스와 클레오파트라
안토니우스와 클레오파트라(Antony And Cleopatra)는 미국에서 제작된 찰톤 헤스톤 감독의 1972년 드라마 영화이다. 찰톤 헤스톤 등이 주연으로 출연하였다.

## 출연

### 주연
- 찰톤 헤스톤
- 힐드그래드 닐

### 조연
- 피터 아네
- 존 캐슬
- 에릭 포터
- 페르난도 레이
- 카르멘 세빌라